# Tick, Tick… Boom! (Film)
Tick, Tick… Boom! ist ein Musicalfilm von Lin-Manuel Miranda, der am 12. November 2021 in ausgewählte US-Kinos kam und am 19. November 2021 in das Programm von Netflix aufgenommen wurde. Es handelt sich um eine Adaptation des gleichnamigen halbautobiografischen Musicals von Jonathan Larson.

## Handlung
Jon steht kurz vor seinem 30. Geburtstag und arbeitet als Komponist in New York. Er befürchtet, die falsche Berufswahl getroffen zu haben, und wartet auf seinen Durchbruch. Er verdient sein Geld in einem Diner und arbeitet nebenbei an einem Musical, von dem er sich Großes erhofft. Im Privatleben von Jonathan Larson steigt der Druck, der auf ihm liegt, und trotzdem hält er an seinem Traum fest. Es stellen sich jedoch die Fragen, ob es für den endgültigen Durchbruch und den großen Erfolg reicht. Er fragt sich ständig, was man mit der restlichen Zeit, die einem Menschen bleibt, anfangen solle.

## Produktion
Der Film ist eine Adaption des Musicals Tick, Tick… BOOM! des US-amerikanischen Komponisten Jonathan Larson. Für den Film wurde es von Steven Levenson adaptiert.
Regie führte Lin-Manuel Miranda. Es handelt sich um das Regiedebüt des Schauspielers, Sängers und Autors.
Die Hauptrolle übernahm Andrew Garfield. Er spielt Jon. Bradley Whitford ist in der Rolle von Stephen Sondheim zu sehen. Alexandra Shipp spielt Jons Freundin Susan, die als Tänzerin arbeitet, Robin de Jesús seinen schwulen besten Freund Michael.
Mit 30/90 wurde Anfang Oktober 2021 das erste Musikstück des Soundtrack-Albums veröffentlicht. Das komplette Soundtrack-Album mit insgesamt 17 Songs, die von den Schauspielern des Films gesungen werden, wurde zum US-Kinostart von Sony Masterworks veröffentlicht. Anfang Februar 2022 veröffentlichte Sony Music Masterworks den Song Sextet Montage. Der von Larson geschriebene, bis dahin unveröffentlichte Song wird im Film während des Workshops zu Larsons Musical Superbia gespielt und von den Darstellern Joshua Henry, Vanessa Hudgens, Aneesa Folds, Gizel Jimenez, Joel Perez und Janet Dacal interpretiert.
Im Juni 2021 stellte Netflix den ersten Trailer vor, Anfang Oktober 2021 einen zweiten. Die Premiere erfolgte am 10. November 2021 beim AFI Film Festival. Am 12. November 2021 kam der Film in ausgewählte US-Kinos und wurde am 19. November 2021 in das Programm von Netflix aufgenommen.

## Rezeption

### Altersfreigabe
In den USA wurde der Film von der MPAA als PG-13 eingestuft. In Deutschland wurde der Film von der FSK ab 6 Jahren freigegeben.

### Kritiken
Von den bei Rotten Tomatoes aufgeführten Kritiken sind bislang 88 Prozent positiv.  Auf Metacritic erhielt der Film einen Metascore von 74 von 100 möglichen Punkten.

Das bedeutendste Werk von Jonathan Larson wurde das Musical Rent von 1996

Johnny Oleksinski schreibt in der New York Post, Tick, Tick… Boom! sei ein unterhaltsamer, herzzerreißender, großartiger und bewegender Film, der unabhängig von seiner Bühnenvorlage zu sehen sei, auch wenn Rentheads- und Broadway-Fans sicherlich auf einer tieferen Ebene damit verbunden seien. Jonathan Larson sei eine perfekte Rolle für Andrew Garfield, der sich als Actionstar und Stammgast auf dem roten Teppich scheinbar immer unwohl gefühlt hat, und hier die beste Arbeit seiner Karriere zeige und so gut singt, dass man vergesse, dass er einmal Spidey spielte. Es gehe in Lin-Manuel Mirandas Film um New York, Kunst, das Leben und die Liebe, und gewähre einen tiefen Einblick in die Kämpfe dieses jungen New Yorker Autors. Oleksinski bemerkt weiter, er habe zuerst gedacht, die Cameo-Auftritte im Film seien eine Spielerei, doch irgendwann werde einem klar, dass jeder, der heute am Broadway arbeitet, Rent und Jonathan Larson zu Dank verpflichtet sei.

### Auszeichnungen (Auswahl)
Vom American Film Institute wurde Tick, Tick… Boom! in die Top Ten der Filme des Jahres 2021 aufgenommen. Im Folgenden weitere Auszeichnungen und Nominierungen.
Black Reel Awards 2021
- Nominierung als Bester Nachwuchsschauspieler (Joshua Henry)

Critics’ Choice Movie Awards 2022
- Nominierung als Bester Film

Directors Guild of America Awards 2022
- Nominierung für die Beste Regie – Spielfilmdebüt (Lin-Manuel Miranda)[17]

Dorian Awards 2022
- Nominierung als Bester Film
- Nominierung als Bester Hauptdarsteller (Andrew Garfield)
- Nominierung als Bester Nebendarsteller (Robin de Jesús)
- Nominierung für die Beste Filmmusik[18]

Eddie Awards 2022
- Auszeichnung in der Kategorie Bester Filmschnitt – Komödie oder Musical (Myron Kerstein und Andrew Weisblum)[19]

Golden Globe Awards 2022
- Auszeichnung als Bester Hauptdarsteller – Musical oder Komödie (Andrew Garfield)
- Nominierung in der Kategorie Bester Film – Musical oder Komödie

Golden Reel Awards 2022
- Nominierung in der Kategorie Achievement in Sound Editing – Feature Music[20]

Oscarverleihung 2022
- Nominierung als Bester Hauptdarsteller (Andrew Garfield)
- Nominierung für den Besten Schnitt (Myron Kerstein und Andrew Weisblum)

Palm Springs International Film Festival 2022
- Auszeichnung mit dem Actor Achievement Award (Andrew Garfield)[21]

Producers Guild of America Awards 2022
- Nominierung als Bester Kinofilm (Julie Oh und Lin-Manuel Miranda)[22]

Satellite Awards 2021
- Auszeichnung als Beste Filmkomödie
- Nominierung für die Beste Regie (Lin-Manuel Miranda)
- Auszeichnung als Bester Hauptdarsteller – Komödie (Andrew Garfield)
- Nominierung als Bester Nebendarsteller (Robin de Jesús)
- Nominierung für die Beste Kamera (Alice Brooks)
- Nominierung für den Besten Filmschnitt (Myron Kerstein und Andrew Weisblum)
- Auszeichnung für den Besten Tonschnitt (Paul Hsu und Todd A. Maitland)[23]

Screen Actors Guild Awards 2022
- Nominierung als Bester Hauptdarsteller (Andrew Garfield)

Sunset Circle Awards 2021
- Nominierung als Bester Schauspieler (Andrew Garfield)[24]

Writers Guild of America Awards 2022
- Nominierung für das Beste adaptierte Drehbuch (Steven Levenson)[25]

## Synchronisation
Die deutsche Synchronisation entstand nach einem Dialogbuch und der Dialogregie von Tarek Helmy im Auftrag der Interopa Film GmbH, Berlin.
| Darsteller             | Synchronsprecher     | Rolle            |
| ---------------------- | -------------------- | ---------------- |
| Andrew Garfield        | Timmo Niesner        | Jon              |
| Vanessa Hudgens        | Marieke Oeffinger    | Karessa          |
| Michaela Jaé Rodriguez | Julia Kaufmann       | Carolyn          |
| Ben Ross               | Dirk Petrick         | Freddy           |
| Jonathan Marc Sherman  | Axel Malzacher       | Ira Weitzman     |
| Laura Benanti          | Antje von der Ahe    | Judy             |
| Danielle Ferland       | Ilka Teichmüller     | Kim              |
| Robin de Jesus         | Fabian Oscar Wien    | Michael          |
| Micaela Diamond        | Anna Amalie Blomeyer | Peggy            |
| Judith Light           | Liane Rudolph        | Rosa Stevens     |
| Bradley Whitford       | Bernd Vollbrecht     | Stephen Sondheim |
| Alexandra Shipp        | Magdalena Turba      | Susan            |
| Utkarsh Ambudkar       | Tobias Nath          | Todd             |
| Richard Kind           | Michael Pan          | Walter Bloom     |